# العلاقات القبرصية القطرية
العلاقات القبرصية القطرية هي العلاقات الثنائية التي تجمع بين قبرص وقطر.

## مقارنة بين البلدين
هذه مقارنة عامة ومرجعية للدولتين:
| وجه المقارنة                                              | قبرص                                                                 | قطر           |
| --------------------------------------------------------- | -------------------------------------------------------------------- | ------------- |
| المساحة (كم2)                                             | 9.24 ألف                                                             | 11.44 ألف     |
| عدد السكان (نسمة)                                         | 1.14 مليون                                                           | 2.64 مليون    |
| الكثافة السكانية (ن./كم²)                                 | 123.38                                                               | 230.77        |
| العاصمة                                                   | نيقوسيا                                                              | الدوحة        |
| اللغة الرسمية                                             | اليونانية الحديثة، اللغة التركية، لغة يونانية                        | اللغة العربية |
| العملة                                                    | يورو، جنيه قبرصي                                                     | ريال قطري     |
| الناتج المحلي الإجمالي (بليون دولار)                      | 21.65 مليار                                                          | 167.61 مليار  |
| الناتج المحلي الإجمالي (تعادل القوة الشرائية) بليون دولار | 26.73 مليار                                                          | 316.40 مليار  |
| الناتج المحلي الإجمالي الاسمي للفرد دولار أمريكي          | 23.24 ألف                                                            | 73.65 ألف     |
| الناتج المحلي الإجمالي للفرد دولار أمريكي                 | 30.24 ألف                                                            | 141.54 ألف    |
| مؤشر التنمية البشرية                                      | 0.850                                                                | 0.850         |
| رمز المكالمات الدولي                                      | +357                                                                 | +974          |
| رمز الإنترنت                                              | .cy                                                                  | .qa           |
| المنطقة الزمنية                                           | ت ع م+02:00، ت ع م+03:00، توقيت شرق أوروبا، توقيت شرق أوروبا الصيفي ‏ | ت ع م+03:00   |

## مدن متوأمة
في ما يلي قائمة باتفاقيات التوأمة بين مدن قبرصية وقطرية:
- ترتبط Nicosia Municipality [الإنجليزية]‏ مع الدوحة باتفاقية توأمة منذ 1998.[16][16][16][16]

## منظمات دولية مشتركة
يشترك البلدان في عضوية مجموعة من المنظمات الدولية، منها:
| علم المنظمة | اسم المنظمة                               | تاريخ انضمام قبرص | تاريخ انضمام قطر |
| ----------- | ----------------------------------------- | ----------------- | ---------------- |
|             | المنظمة الهيدروغرافية الدولية             | ?                 | ?                |
|             | مؤسسة التمويل الدولية                     | 2 مارس 1962       | 11 أكتوبر 2008   |
|             | منظمة حظر الأسلحة الكيميائية              | ?                 | ?                |
|             | يونسكو                                    | 6 فبراير 1961     | 27 يناير 1972    |
|             | الأمم المتحدة                             | 20 سبتمبر 1960    | 21 سبتمبر 1971   |
|             | الاتحاد الدولي للاتصالات                  | 24 أبريل 1961     | 27 مارس 1973     |
|             | منظمة الشرطة الجنائية الدولية             | ?                 | ?                |
|             | البنك الدولي للإنشاء والتعمير             | 21 ديسمبر 1961    | 25 سبتمبر 1972   |
|             | الاتحاد البريدي العالمي                   | ?                 | ?                |
|             | المركز الدولي لتسوية المنازعات الاستشارية | 25 ديسمبر 1966    | 20 يناير 2011    |
|             | وكالة ضمان الاستثمار متعدد الأطراف        | 12 أبريل 1988     | 22 أكتوبر 1996   |
|             | منظمة التجارة العالمية                    | ?                 | ?                |

## وصلات خارجية
- موقع وزارة الخارجية القبرصية
- موقع وزارة الخارجية القطرية